# Theys Hiyo Eluay
Dortheys Hiyo Eluay (* 3. November 1937 in Sentani; † 10. November 2001) war ein indonesischer Politiker und ehemaliger Vorsitzender des Präsidiums des Papuarates.

## Leben
Theys Eluay war Chief des Sentani-Stammes. Er gehörte zu den 1.025 handverlesenen Papua-Führern, die sich 1969 im sogenannten „Act of Free Choice“ für den Verbleib von Westpapua bei Indonesien aussprachen. 15 Jahre lang vertrat Eluay Westpapua im indonesischen Parlament. Er war Parteimitglied der führenden Golkar-Partei. Nach dem Ende der Suharto-Regierung 1998 wechselte Eluay in die Unabhängigkeitsbewegung und stieg zu ihrem bekanntesten Führer auf.
Die kontroverse politische Biographie des 64-Jährigen verschaffte ihm viele Feinde. Seine Aufrufe zu Frieden, Versöhnung und Dialog mit der indonesischen Regierung missfielen vor allem der Organisasi Papua Merdeka (OPM, „Organisation für ein freies Papua“), die sich seit 36 Jahren gewaltsam für die „Befreiung“ der Provinz einsetzt.
Im Juni 2001 wurde Eluay zum Vorsitzenden des Papua-Präsidiums gewählt. Das Präsidium setzt sich für ein Referendum zur Unabhängigkeit der indonesischen Provinz ein und hatte wenige Wochen zuvor eine innere Autonomieregelung für Westpapua abgelehnt.
Am 10. November 2001 befand sich Eluay auf dem Rückweg vom Hotel Matoa in Jayapura, wo er an einem Abendessen mit hochrangigen Vertretern der indonesischen Spezialstreitkräfte Kopassus anlässlich einer Feier zum „Heroes Day“ teilnahm, nach Sentani, als unbekannte Männer ihn entführten. Wenige Stunden später fand man seine Leiche in seinem, einen Steilhang hinabgestürzten Auto in Koya, rund neun Kilometer von der Grenze zu Papua-Neuguinea. Sie wies Spuren von Folter und Strangulation auf, eine Autopsie wurde angeordnet. Zum Zeitpunkt des Mordanschlags war Eluay nur gegen Kaution auf freiem Fuß. Sein Verfahren wegen subversiver Tätigkeit sollte in den nächsten Tagen vor Gericht abgeschlossen werden.
Bei der Überführung der Leiche in einem mit der Morgensternflagge geschmückten Sarg von Kota bis in seinen Heimatort Sentani säumten bis zu 5.000 Menschen die 45 km lange Wegstrecke. Eluay wurde hier am 17. November im Beisein von 10.000 Menschen beigesetzt. Die Zeremonie wurde von Rev. Herman Awom (GKI) geleitet. Theys Eluay hinterlässt seine Frau Yaneke Ohee und sieben Kinder.